# Liz Vergeer
Liz Vergeer (12 september 2006) is een Nederlandse actrice. Zij is onder andere bekend van de bioscoopfilm Engel, waarin zij de hoofdrol speelde. Ook speelde ze in Bumperkleef, Bankier van het verzet en Mees Kees. In 2018 speelde ze een hoofdrol in de televisieserie GIPS.

## Filmografie

### Films
- Vluchtig (2015); kortfilm
- Onderbeds (2016); kortfilm
- The Windmill Massacre (2016)
- Ik Kan Alles! (2016); kortfilm
- MeesterSpion (2016)
- Takhil: Stel je voor (2016); kortfilm
- Hamburger (2017); kortfilm
- Bankier van het Verzet (2018)
- Superjuffie (2018); stemrol
- Bumperkleef (2019)
- Mees Kees in de Wolken (2019)
- Engel (2020)

### Televisie
- Tessa (2016); miniserie
- Celblok H (2017); 1 afl.
- Dokter Tinus (2017); 1 afl.
- GIPS (2019)
- Morten (2019)
- Medisch Centrum West (2024); 1 afl.